# 馬庫斯·維尼修斯·德阿爾梅達
馬庫斯·維尼修斯·德阿爾梅達（葡萄牙語：Marcus Vinicius Carvalho Lopes D'Almeida，1998年1月30日—）為巴西反曲弓射箭運動員。

## 生涯
他曾奪得2014年夏季青年奧運男子個人銀牌，他也為巴西在該屆青年奧運的掌旗官。